# Hideya Okamoto
Hideya Okamoto (japanisch 岡本 英也 Okamoto Hideya; * 18. Mai 1987 in der Präfektur Osaka) ist ein ehemaliger japanischer Fußballspieler.

## Karriere
Hideya Okamoto erlernte das Fußballspielen in der Jugendmannschaft von Gamba Osaka. Seinen ersten Vertrag unterschrieb er 2006 bei Gamba Osaka. Der Verein spielte in der höchsten Liga des Landes, der J1 League. 2008 gewann er mit dem Verein die AFC Champions League. Das Endspiel gegen Adelaide United gewann Osaka mit 2:0. Für den Verein absolvierte er drei Erstligaspiele. 2009 wechselte er zum Zweitligisten Avispa Fukuoka. Am Ende der Saison 2010 stieg der Verein in die J1 League auf. Für den Verein absolvierte er 100 Ligaspiele. 2012 wechselte er zum Ligakonkurrenten Kashima Antlers. Mit dem Verein wurde er 2012 japanischer Meister. Für den Verein absolvierte er fünf Erstligaspiele. 2013 wechselte er zum Ligakonkurrenten Albirex Niigata. Für den Verein absolvierte er 59 Erstligaspiele. 2015 wechselte er zum Zweitligisten Ōita Trinita. Für den Verein absolvierte er neun Ligaspiele. Im Juli 2015 wechselte er zum Ligakonkurrenten Fagiano Okayama. Für den Verein absolvierte er 13 Ligaspiele. Im Juli 2016 wechselte er zum Ligakonkurrenten Renofa Yamaguchi FC. Für den Verein absolvierte er 18 Ligaspiele. Im August 2017 wechselte er zum Drittligisten AC Nagano Parceiro. Für den Verein absolvierte er 11 Ligaspiele. Von 2019 bis Mitte 2021 stand er beim FC Tiamo Hirakata unter Vertrag. Am 9. Juli 2021 unterschrieb er einen Vertrag beim Regionalligisten Mio Biwako Shiga. Für Mio Biwako absolvierte er drei Viertligaspiele.
Am 1. Februar 2022 beendete er seine Karriere als Fußballspieler.

## Erfolge
Gamba Osaka
- AFC Champions League: 2008
- J.League Cup: 2007
- Kaiserpokal: 2008

Kashima Antlers
- J. League Cup: 2012